# Gwoya Jungarai

Gwoya Jungarai auf der 2-Dollar-Münze mit Sternbild Kreuz des Südens, Kursmünze

Gwoya Jungarai (* um 1895; † 28. März 1965), auch Jimmy Djungarrayi genannt, war ein Warlpiri, der als erster Aborigine im Jahre 1950 auf einer Briefmarke, die populär in Australien Aborigine genannt wird, und auf einer Münze abgebildet wurde. Er gilt als das bekannteste Gesicht der Aborigines in Australien.

## Leben
Gwoya Jungarai wurde auf der 8-Pence- und 2 ½ Pence- sowie auf der 2-Shilling- und auf der 6-Pence-Briefmarke (genannt Aborigine), die 1950 und 1952, herauskamen, abgebildet. 1987 wurde ein Konterfei von ihm auf die australischen 2-Dollarmünze eingepresst.
Jungarai wurde auch „One Pound Jimmy“ (Ein-Pfund-Jimmy) genannt, da er stets die Frage nach dem Verkaufspreis der von ihm verkauften traditionellen Produkte der Aborigines mit one Pound antwortete. Im Jahre 1936 wurde ein Bild von ihm in einem Artikel über das Coniston-Massaker durch die australische Polizei im Jahre 1928 im Walkabout Magazine abgebildet. Dieses Bild machte ein Fotograf 1935 von ihm, als einem der Überlebenden dieses Massakers, bei dem seine gesamte Verwandtschaft ums Leben kam. Er ist der Vater des Malers Clifford Possum Tjapaltjarri.

## Foto

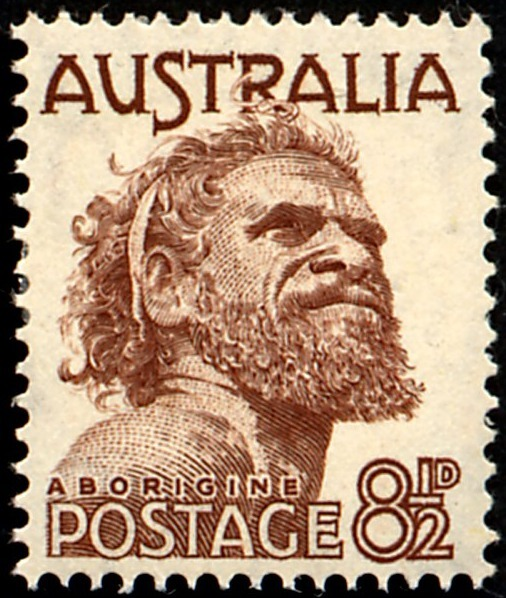
Briefmarke (1950)

Der Fotograf Roy Dunstan machte ein gestelltes Foto, das Jungarai wie ein nordamerikanischer Indianer mit einem Speer bewaffnet auf einem Pferd zeigt. Dieses Bild wurde auf der Titelseite des Walkabout-Magazins abgebildet. Dieses Foto diente im Jahr 1950 als Vorlage für sein Porträt auf einer Briefmarke der Australischen Post sowie 1987 auf einer australischen Münze. Mehr als 85 Millionen Briefmarken wurden verkauft.

## Quelle
- Gwoya Jungarai auf acms.sl.nes.gov.au (englisch)
- Faces of Australia stamp their place in society (englisch)